# Skántzoura
Skántzoura (grec moderne : Σκάντζουρα) est une île grecque des Sporades située au sud est de Alonissos dont elle fait partie administrativement.

## Géographie
Située à 18 km au sud-est de Alonissos et à 31 km au nord-ouest de Skyros, elle s'étend sur plus de 5,7 km de longueur pour une largeur maximale d'environ 1,7 km. Elle fait partie du Parc national marin d'Alonissos.

## Références

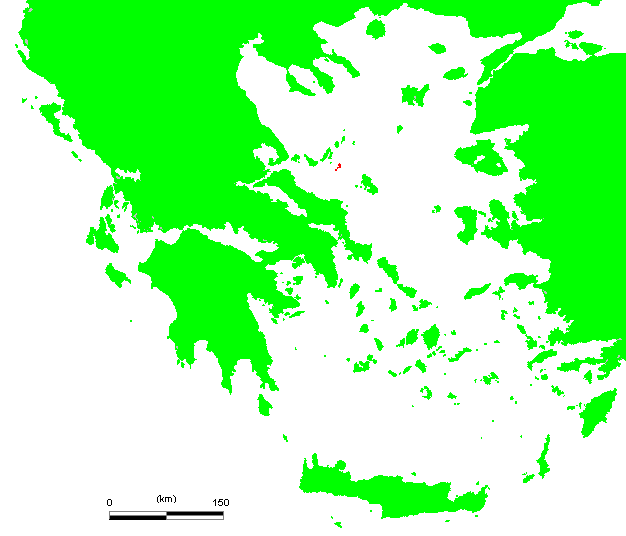
Localisation (en rouge)